# Грибаново (Красногорський район)
Гриба́ново (рос. Грибаново) — село в Красногорському районі Московської області Російської Федерації.

## Розташування
Село Грибаново входить до складу сільського поселення Ільїнське. Воно розташовано на північному березі річки Москви. Найближчі населені пункти Дмитровське, Мечниково, Знаменське і присілок Дубці.

## Населення
Станом на 2010 рік у селі проживало 75 людей.